# Williamstown (Massachusetts)
Williamstown è un comune degli Stati Uniti d'America facente parte della contea di Berkshire nello stato del Massachusetts.

## Cultura
La città è sede del Williams College, una delle più prestigiose università private degli Stati Uniti.

### Musei
- Clark Art Institute